# Joaquín Lluch y Garriga
Joaquín Lluch y Garriga, OCD (Manresa, 22 de fevereiro de 1816 - Umbrete, 23 de setembro de 1882) foi um prelado espanhol da Igreja Católica que foi bispo das Ilhas Canárias de 1858 a 1868, bispo de Salamanca de 1868 a 1874, bispo de Barcelona de 1874 a 1877, e arcebispo de Sevilha de 1877 até sua morte em 1882. Ele foi feito cardeal em 1882.

## Biografia
Joaquín Jacinto Lluch y Garriga nasceu em Manresa, Espanha, em 22 de fevereiro de 1816. Estudou em Manresa e depois de 1822 em Barcelona. Ingressou na Ordem dos Carmelitas Descalços em 2 de novembro de 1830 e fez seus votos em 27 de fevereiro de 1832. Em 1835, quando o governo espanhol começou a expropriar mosteiros e forçá-los a fechar, ele deixou a Espanha e acabou se estabelecendo em Lucca, onde completou seus estudos. e foi ordenado sacerdote em 1838. Em Lucca, foi mestre de noviços e dirigiu exercícios espirituais; ele ensinou filosofia, teologia e francês.
Quando os governos italianos suprimiram os mosteiros carmelitas, ele retornou a Barcelona em 1847 sem a possibilidade de continuar a viver uma vida monástica. Ele cumpriu tarefas pastorais, trabalhou como professor e administrador de seminário e ocupou cargos de liderança dentro das Carmelitas.
A rainha Isabel II o propôs bispo das Ilhas Canárias em 22 de setembro de 1858. Ele recebeu sua consagração episcopal em 12 de dezembro de 1858 de Florentino Llorente Montón, bispo de Girona. Ele foi transferido para a sé de Salamanca em 13 de março de 1868. Ele participou do Concílio Vaticano I em 1869-1870, onde provou ser um dos mais eloqüentes porta-vozes do conservadorismo. Ele defendeu a exigência de que os bispos fizessem visitas pastorais pelo menos a cada três anos e tentou suavizar a linguagem sobre os pecados do clero.
Ele foi transferido para a sé de Barcelona em 16 de janeiro de 1874. O rei Afonso XII o propôs para a arquidiocese de Sevilha em 7 de maio de 1877 e o Papa Pio IX fez a nomeação em 22 de junho de 1877.

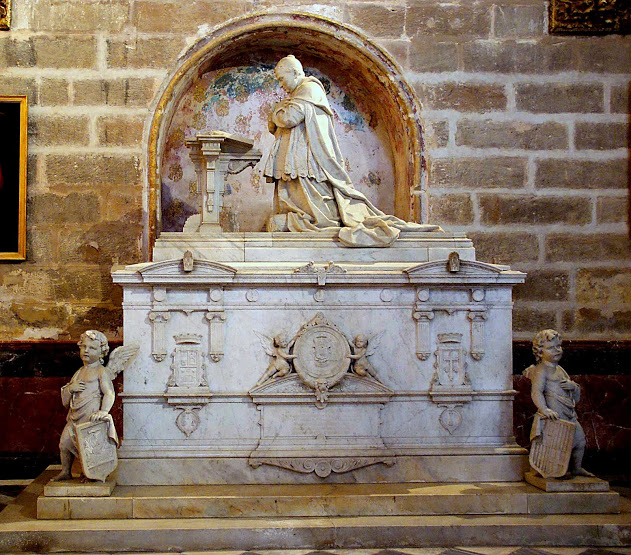
Túmulo de Lluch y Garriga na Catedral de Sevilha.

O Papa Leão XIII o nomeou cardeal-sacerdote em 27 de março de 1882.
Ele morreu seis meses depois, em 23 de setembro de 1882, em Umbrete, uma vila fora de Sevilha, onde o Palácio do Arcebispo serviu como residência de verão. Foi sepultado na capela de São Lauriano na Catedral de Sevilha. Ele não viajou a Roma para receber o galero vermelho de seu cardeal e ser designado para sua igreja titular.